# クトニアー
クトニアー（古希: Χθωνία, Chthoniā）は、ギリシア神話の女性である。デーメーテールをはじめ、ヘカテー、ニュクス、メーリノエーなど地下と関係のあるいくつかの女神の形容辞としても用いられる。長音を省略してクトニアとも表記される。主に、
- アルキュオネウスの娘
- エレクテウスの娘
- コロンタースの娘

が知られている。以下に説明する。

## アルキュオネウスの娘
このクトニアーは、巨人ギガースの1人アルキュオネウスの娘たちの1人で、アルキッペー、アンテー、アステリアー、ドリュモー、メトーネー、パレーネーと姉妹。『スーダ』が引用するヘーゲーサンドロスの著書によると、アルキオネウスの娘たちは父がギガントマキアーでヘーラクレースに殺されると海に身を投げ、海の女神アムピトリーテーによってカワセミに変えられたという。ただし、ヘーゲーサンドロスが挙げる彼女たちのリストにクトニアーの名前は含まれていない。

## エレクテウスの娘
このクトニアーは、アテーナイの王エレクテウスとプラークシテアーの娘で、ケクロプス、パンドーロス、メーティオーンと兄弟、プロクリス、クレウーサ、オーレイテュイアと姉妹。一説によるとオルネウス、テスピオス、エウパラモス、メロペーという兄弟もいた。ポセイドーン・エレクテウスの神官の叔父ブーテースと結婚した。
父エレクテウスがエレウシースと戦争したとき、トラーキアの王エウモルポスが大軍を率いてエレウシースを救援した。エレクテウスが戦争に勝利するための方法を神託に伺いを立てると、王の娘を犠牲にしたなら必ず勝利するという答えが返ってきた。そのためエレクテウスは末娘を犠牲にした。ヒュギーヌスによると、このとき殺されたのはクトニアーである。しかし姉妹たちは死ぬときはみな一緒に死ぬと誓っていたため、末の妹が死んだとき、他の姉妹は自殺した。エレクテウスは娘を犠牲にしたおかげで、戦いでエウモルポスを殺し、戦争に勝利したが、エレクテウスと館はエウモルポスの父ポセイドーンの怒りで破壊された。

## コロンタースの娘
このクトニアーは、アルゴスの神話的な王ポローネウスの娘で、クリュメノスと姉妹、あるいはコロンタースの娘。アルゴスの伝承によると、デーメーテールがアルゴスにやって来たとき、アテラースとミューシオスは快く女神をもてなしたが、コロンタースは館にもいれず、もてなすこともしなかったので、娘のクトニアーは父の態度を見て残念に思った。するとコロンタースはデーメーテールの怒りを受けて、館もろとも焼け死んだ。その後、クトニアーは女神に伴われてヘルミオネーに赴き、プローン山の頂にデーメーテールの神域を造営した。この地では女神はデーメーテール・クトニアーと呼ばれた。